# Граница между Эсватини и Мозамбиком
Граница между Мозамбиком и Эсватини протяженностью около 105 км является наименьшей из двух международных границ Эсватини (граница с ЮАР почти в 4 раза длиннее (430 км). Граница непрерывна и полностью проходит по суше.
Это одна из самых коротких международных границ африканского континента, уступают ей по протяженности только лишь границы между Нигерией и Чадом (87 км), Джибути и Сомали (58 км), Испанией и Марокко (16 км) и Ботсваной и Замбией (2 км).

## Общие положения
Граница проходит по восточной части Эсватини и крайнему юго-западу Мозамбика.
Начинается с точки «стыка» границ, отмеченного на границах ЮАР — Мозамбик и ЮАР — Эсватини (25°57′12″ ю. ш. 31°58′34″ в. д.). Проходит на юго-восток, а затем смещается на юг.
Она заканчивается во второй точке стыка границ, образованном при встрече границ ЮАР — Мозамбик и ЮАР — Эсватини (26°50′24″ ю. ш. 32°08′05″ в. д.), расположенном на реке Мапуту.

### История
Граница создана в 1881 при создании британского протектората Свазиленд. Мозамбик в то время принадлежал Португалии.
После обретения независимости Эсватини в 1968 году и Мозамбиком в 1975 году граница осталась неизменной.